# Чайка (фильм, 1968)
«Чайка» (англ. The Sea Gull, другое название англ. Chekhov's The Sea-Gull) — британо-американская мелодрама режиссёра Сидни Люмета по одноимённой пьесе А. П. Чехова (1896). Премьера фильма состоялась 23 декабря 1968 года в Нью-Йорке. Последний фильм актрисы Эйлин Херли.

## Сюжет
Российская империя, конец XIX века. Стареющая актриса Аркадина гостит в имении своего брата Сорина со своим любовником Тригориным, знаменитым писателем. Там же проживает и её сын Треплев, влюблённый в Нину, девушку из соседнего имения, тайно от родителей мечтавшую стать актрисой. Для неё он пишет пьесу, которую та и исполняет. Однако Нина влюблена в Тригорина и тот отвечает ей взаимностью. Сложные, запутанные мелодраматические события приводят к трагическому завершению.

## В ролях
- Джеймс Мэйсон — Тригорин, беллетрист
- Ванесса Редгрейв — Нина, дочь помещика
- Симона Синьоре — Аркадина, актриса
- Дэвид Уорнер — Константин Треплев, её сын
- Гарри Эндрюс — Сорин, брат Аркадиной
- Денхолм Эллиотт — Дорн, врач
- Альфред Линч — Медведенко, учитель
- Рональд Рэдд — Шамраев, управляющий имением Сорина
- Эйлин Херли — Полина, его жена
- Кэтлин Уиддоуз — Маша, их дочь
- Фрей Линдквист — Яков (нет в титрах)
- Карен Миллер — горничная (нет в титрах)

## Съёмочная группа
- Режиссёр-постановщик: Сидни Люмет
- Сценарист: Маура Бадберг (перевод и экранизация)
- Продюсер: Сидни Люмет
- Оператор-постановщик: Джерри Фишер
- Монтажёр: Алан Хейм
- Художник-постановщик: Тони Уолтон
- Художник по костюмам: Тони Уолтон
- Гримёры: Кьелль Густавссон, Тина Йоханссон
- Звукорежиссёр: Лесли Хэммонд